# Mike Pittilo
Robert Michael Pittilo, né le 7 octobre 1954 à Édimbourg et mort le 16 février 2010 à Aberdeen, en Écosse, était un biologiste britannique qui fut directeur et vice-chancelier de l'Université Robert Gordon. Il a occupé plusieurs postes tels que doyen de la Faculté des sciences de la santé à l'Université de Kingston et à St George's, University of London ou vice-chancelier de l'Université du Hertfordshire. Il était membre de la Royal Society of Medicine et du Royal Northern and University Club, Aberdeen. En 2009, il est nommé chevalier de l'Ordre de l'Empire britannique,,.

## Formation
Il a fait ses études à la Kelvinside Academy (en) à Glasgow, à l'Université de Strathclyde et à l'Université d'East London où il a étudié la biologie. Il a ensuite travaillé en tant que microscopiste électronique à la Glasgow Royal Infirmary (en), avant d'occuper un poste d'assistant de recherche à la Université de Londres-Est où il obtient un doctorat soutenu par le Agricultural and Food Research Council (en) sur les parasites protozoaires de la volaille en 1981.

## Carrière
Après avoir terminé son doctorat, Pittilo a travaillé comme assistant de recherche postdoctorale à la UCL Medical School (en) de 1981 à 1985, avant de passer à l'Université de Kingston (alors Kingston Polytechnic) où il devient professeur de sciences biomédicales et chef du département des sciences de la vie en 1992 puis doyen en 1995. En 2001, Pittilo a été nommé vice-chancelier de l'Université du Hertfordshire, poste qu'il a occupé jusqu'à sa nomination en tant que directeur de l'Université Robert Gordon en 2005. Il a été président des groupes de travail réglementaires pour la phytothérapie et l'acupuncture au ministère de la Santé de 2002 à 2003, retournant à ce poste en 2006.

## Vie privée
Pittilo a épousé Carol Blow en 1987 et est décédé le 16 février 2010.